# Daniil Marukhin
Daniil Marukhin, né le 13 février 1999, est un coureur cycliste kazakh.

## Palmarès
- 2017
  -  Champion d'Asie sur route juniors
  - 2e du Tour de DMZ
  - 3e du championnat du Kazakhstan sur route juniors
- 2018
  - 2e étape de la Mountain Stage Race Kazakstan
- 2019
  -  Médaillé de bronze du championnat d'Asie sur route espoirs
- 2022
  - 2e du Grand Prix Kapuzbaşı
  - 2e du Grand Prix Mediterrennean
- 2023
  - Grand Prix Kültepe
  - 5e étape du 100th Anniversary Tour of The Republic
  - Tour de Van :
    - Classement général
    - 1re étape

  - 3e du 100th Anniversary Tour of The Republic
  - 3e du championnat du Kazakhstan sur route
- 2025
  - 3e du championnat du Kazakhstan sur route

## Classements mondiaux
| Année                                 | 2018  | 2019 | 2020 | 2021  | 2022 | 2023 | 2024  |
| ------------------------------------- | ----- | ---- | ---- | ----- | ---- | ---- | ----- |
| Classement mondial                    | 3220e | 645e | nc   | 1190e | 484e | 234e | 2899e |
| UCI Asia Tour                         | 745e  | 28e  | nc   | 43e   | 14e  | 4e   | nc    |
|                                       |       |      |      |       |      |      |       |
| Légende : nc = non classéSource : UCI |       |      |      |       |      |      |       |